# Ecpyrrhorrhoe rubellalis
Ecpyrrhorrhoe rubellalis is een vlinder uit de familie van de grasmotten (Crambidae), uit de onderfamilie van de Pyraustinae. De wetenschappelijke naam van deze soort is voor het eerst voorgesteld als Botys rubellalis door Pieter Snellen in een publicatie uit 1890.
De soort komt voor in India (Sikkim) en Taiwan.